# Победа (квартал на Варна)
Вижте пояснителната страница за други значения на Победа.
Победа е жилищен комплекс в северната част на Варна, близо до квартал Младост. На територията на квартал Победа се намира Професионална гимназия по горско стопанство и дървообработване „Николай Хайтов“. Кварталът е свързан с центъра посредством линии 7 и 20 на градския транспорт. Наблизо се намира ВиК – Варна както и стадионите „Локомотив“ и „Спартак“.